# وشتگرویسن
وشتگرویسن (به آلمانی: Westgreußen) یک شهر در آلمان است که در کوفهویزرکرایس واقع شده‌است. وشتگرویسن ۴۲۴ نفر جمعیت دارد.